# Club Mutual Crucero del Norte 2015
Questa voce raccoglie le informazioni riguardanti il Crucero del Norte nelle competizioni ufficiali della stagione 2015.

## Maglie e sponsor
Il fornitore tecnico per la stagione 2015 è Sport 2000, mentre gli sponsor ufficiali sono Rosamonte, Veni a Misiones e Colcar Buses.
| 1ª divisa | 2ª divisa | 3ª divisa |

## Rosa
| N. |                      | Ruolo | Calciatore         |
| -- | -------------------- | ----- | ------------------ |
| 1  | Argentina (bandiera) | P     | Germán Caffa       |
| 2  | Argentina (bandiera) | D     | Federico Rosso     |
| 3  | Argentina (bandiera) | D     | Dante Bareyro      |
| 4  | Argentina (bandiera) | D     | Julio Barraza      |
| 5  | Argentina (bandiera) | C     | Nicolás Olmedo     |
| 6  | Argentina (bandiera) | D     | Gabriel Tomassini  |
| 7  | Argentina (bandiera) | A     | Diego Torres       |
| 8  | Paraguay (bandiera)  | C     | Nicolás Martínez   |
| 9  | Paraguay (bandiera)  | A     | Gabriel Ávalos     |
| 10 | Argentina (bandiera) | A     | Ariel Cólzera      |
| 11 | Paraguay (bandiera)  | A     | Ernesto Álvarez    |
| 14 | Argentina (bandiera) | C     | Fabián Monserrat   |
| 15 | Argentina (bandiera) | C     | Fabio Vázquez      |
| 16 | Argentina (bandiera) | C     | Claudio Fileppi    |
| 17 | Argentina (bandiera) | A     | Adrián Yagusieczko |
| 18 | Argentina (bandiera) | C     | Marcelo Lamas      |
| 19 | Argentina (bandiera) | C     | Adrián Alegre      |

| N. |                      | Ruolo | Calciatore           |
| -- | -------------------- | ----- | -------------------- |
| 20 | Argentina (bandiera) | C     | José Dujaut          |
| 21 | Argentina (bandiera) | D     | Nicolás Dematei      |
| 22 | Argentina (bandiera) | P     | Horacio Ramírez      |
| 23 | Argentina (bandiera) | C     | Gabriel Chironi      |
| 24 | Argentina (bandiera) | A     | Pablo Stupiski       |
| 25 | Argentina (bandiera) | C     | Gerónimo Silva       |
| 26 | Argentina (bandiera) | C     | Lucas Caballero      |
| 27 | Argentina (bandiera) | C     | Juan Alberto Cabrera |
| 29 | Argentina (bandiera) | D     | Daniel Pérez         |
| 30 | Argentina (bandiera) | D     | Dardo Romero (c)     |
| 31 | Argentina (bandiera) | C     | Víctor Cabaña        |
| 32 | Argentina (bandiera) | D     | Rodrigo Lechner      |
| 33 | Argentina (bandiera) | D     | Maximiliano Oliva    |
| 34 | Paraguay (bandiera)  | A     | Gumersindo Mendieta  |
| 36 | Argentina (bandiera) | D     | Cristian Almirón     |
| -  | Argentina (bandiera) | P     | Juan Mendonca        |
| -  | Argentina (bandiera) | D     | Enzo Godoy           |
| -  | Argentina (bandiera) | C     | Diego Calgaro        |

## Calciomercato

### Sessione invernale
| Acquisti | Acquisti          | Acquisti           | Acquisti   |
| R.       | Nome              | da                 | Modalità   |
| -------- | ----------------- | ------------------ | ---------- |
| D        | Maximiliano Oliva | Estudiantes (LP)   | svincolato |
| C        | Fabián Monserrat  | Independiente      | prestito   |
| C        | Fabio Vázquez     | Argentinos Juniors | svincolato |
| A        | Ernesto Álvarez   | Lobos BUAP         | definitivo |

| Cessioni | Cessioni        | Cessioni            | Cessioni      |
| R.       | Nome            | a                   | Modalità      |
| -------- | --------------- | ------------------- | ------------- |
| P        | Cristian Mazzón |                     | svincolato    |
| C        | Miguel Nievas   | Central Córdoba (R) | svincolato    |
| A        | Tobías Figueroa | Belgrano            | fine prestito |
| A        | Cristian Molina | Banfield            | fine prestito |

### Sessione estiva
| Acquisti | Acquisti            | Acquisti     | Acquisti   |
| R.       | Nome                | da           | Modalità   |
| -------- | ------------------- | ------------ | ---------- |
| C        | Adrián Alegre       |              | svincolato |
| C        | Nicolás Olmedo      | Barcelona SC | definitivo |
| A        | Gumersindo Mendieta | Dep. Capiatá | svincolato |

| Cessioni | Cessioni      | Cessioni                | Cessioni   |
| R.       | Nome          | a                       | Modalità   |
| -------- | ------------- | ----------------------- | ---------- |
| C        | Diego Calgaro | Independiente Rivadavia | svincolato |

## Risultati

### Primera División
| Garupá 14 febbraio 2015, ore 21:30 UTC-3 1ª giornata | Crucero (M) | 0 – 0 referto | Tigre | Estadio Comandante Andrés Guacurarí (3 000 spett.)\| Arbitro: \| Pompei \| |
| Arbitro:                                             | Pompei      |               |       |                                                                            |

| Arbitro: | Laverni |

|                     |           |              |
| Cabral 49’ Asad 80’ | Marcatori | 85’ Martínez |

| Arbitro: | Vigliano |

|  |           |           |
|  | Marcatori | 85’ Niell |

| Arbitro: | Penel |

|                           |           |  |
| Rodríguez 15’ (rig.), 81’ | Marcatori |  |

| Garupá 13 marzo 2015, ore 18:00 UTC-3 5ª giornata | Crucero (M) | 0 – 0 referto | Olimpo | Estadio Comandante Andrés Guacurarí (2 000 spett.)\| Arbitro: \| Lunati \| |
| Arbitro:                                          | Lunati      |               |        |                                                                            |

| Arbitro: | Argañaraz |

|                                 |           |             |
| Figueroa 63’ Núñez 90+2’ (rig.) | Marcatori | 16’ Barraza |

| Arbitro: | Ceballos |

|             |           |  |
| Vázquez 26’ | Marcatori |  |

| Arbitro: | Loustau |

|                                |           |             |
| Ramírez 20’, 22’ Uglessich 69’ | Marcatori | 55’ Dematei |

| Arbitro: | Laverni |

|             |           |             |
| Álvarez 66’ | Marcatori | 81’ Morales |

| Arbitro: | Espinoza |

|           |           |  |
| Óbolo 45’ | Marcatori |  |

| Garupá 4 maggio 2015, ore 21:00 UTC-3 11ª giornata | Crucero (M) | 0 – 0 referto | Colón (SF) | Estadio Comandante Andrés Guacurarí (5 000 spett.)\| Arbitro: \| González \| |
| Arbitro:                                           | González    |               |            |                                                                              |

| Arbitro: | Díaz |

|                                                     |           |                         |
| Gamba 7’, 37’ Triverio 10’, 78’ (rig.) Avendaño 84’ | Marcatori | 44’ Cólzera 76’ Bareyro |

| Arbitro: | Laverni |

|                            |           |  |
| Ávalos 65’, 80’ Dujaut 90’ | Marcatori |  |

| Arbitro: | Echenique |

|                  |           |  |
| Rasic 75’ (rig.) | Marcatori |  |

| Arbitro: | Díaz |

|                                  |           |              |
| Ávalos 1’ Álvarez 40’ Olmedo 79’ | Marcatori | 55’ Figueroa |

| Arbitro: | Álvarez |

|                                 |           |  |
| Fernández 12’, 42’ Ceballos 87’ | Marcatori |  |

| Arbitro: | Herrera |

|             |           |                         |
| Cólzera 67’ | Marcatori | 72’ Pereira 86’ Mendoza |

| Arbitro: | Delfino |

|                             |           |             |
| Mazzola 42’ Fernández 90+3’ | Marcatori | 85’ Lechner |

| Arbitro: | Vigliano |

|                                  |           |                                 |
| Ávalos 12’, 24’ Arano 70’ (aut.) | Marcatori | 77’, 90+2’ Espinoza 86’ Torassa |

| Arbitro: | Espinoza |

|                           |           |              |
| Buffarini 26’ Caruzzo 89’ | Marcatori | 45+2’ Dujaut |

| Arbitro: | Pompei |

|  |           |               |
|  | Marcatori | 87’ Gagliardi |

| Arbitro: | Beligoy |

|                                                    |           |  |
| Pérez 38’ (aut.) Lenis 76’, 84’ Rinaldi 78’ (rig.) | Marcatori |  |

| Arbitro: | Pezzotta |

|            |           |                              |
| Cólzera 8’ | Marcatori | 10’, 38’ González 68’ Acosta |

| Arbitro: | Baliño |

|                          |           |  |
| Lugüercio 6’ Capurro 57’ | Marcatori |  |

| Arbitro: | Beligoy |

|                      |           |              |
| Cuero 3’ Simeone 23’ | Marcatori | 85’ Stupiski |

| Arbitro: | Merlos |

|  |           |              |
|  | Marcatori | 48’ Martínez |

| Arbitro: | Vigliano |

|                      |           |  |
| Tomassini 40’ (aut.) | Marcatori |  |

| Arbitro: | Ceballos |

|  |           |                                                       |
|  | Marcatori | 22’, 61’ Vera 45’ (rig.) Rodríguez 78’ Martínez Trejo |

| Arbitro: | Pezzotta |

|                             |           |  |
| Milito 45+1’, 71’ Grimi 47’ | Marcatori |  |

| Arbitro: | González |

|  |           |                            |
|  | Marcatori | 32’ (rig.) Díaz 74’ Galván |

### Copa Argentina
| Arbitro: | Espinoza |

|  |           |                    |
|  | Marcatori | 28’, 67’ Gutiérrez |

## Statistiche

### Andamento in campionato
| Giornata  | 1  | 2  | 3  | 4  | 5  | 6  | 7  | 8  | 9  | 10 | 11 | 12 | 13 | 14 | 15 | 16 | 17 | 18 | 19 | 20 | 21 | 22 | 23 | 24 | 25 | 26 | 27 | 28 | 29 | 30 |
| --------- | -- | -- | -- | -- | -- | -- | -- | -- | -- | -- | -- | -- | -- | -- | -- | -- | -- | -- | -- | -- | -- | -- | -- | -- | -- | -- | -- | -- | -- | -- |
| Luogo     | C  | T  | C  | T  | C  | T  | C  | T  | C  | T  | C  | T  | C  | T  | C  | T  | C  | T  | C  | T  | C  | T  | C  | T  | T  | C  | T  | C  | T  | C  |
| Risultato | N  | P  | P  | P  | N  | P  | V  | P  | N  | P  | N  | P  | V  | P  | V  | P  | P  | P  | N  | P  | P  | P  | P  | P  | P  | P  | P  | P  | P  | P  |
| Posizione | 16 | 20 | 25 | 28 | 27 | 28 | 23 | 26 | 27 | 26 | 27 | 28 | 26 | 27 | 25 | 25 | 27 | 27 | 28 | 28 | 29 | 30 | 30 | 30 | 30 | 30 | 30 | 30 | 30 | 30 |

Legenda:

Luogo: C = Casa; T = Trasferta. Risultato: V = Vittoria; N = Pareggio; P = Sconfitta.